# 夏祭り/涙を虹に
「夏祭り／涙を虹に」（なつまつり／なみだをにじに）は、2004年6月30日に発売されたTUBEの43枚目のシングル。

## 概要
アルバム『夏景色』からの先行シングル。また、TUBEにとって初の両A面シングルである。キャッチコピーは「あの頃にかえる夏」。
前作同様レーベルゲートCD2として発売された。現在ではレーベルゲートCD2盤は廃盤となっており、CD-DA盤として再発売されている。なお、レーベルゲートCD2で発売されたシングルは、本作が最後となった。
プロレスラーの金本浩二が2004年G1CLIMAXに出場した時に入場曲としても使われていた。

## 収録曲
| 全作詞: 前田亘輝、全作曲: 春畑道哉、全編曲: TUBE。 |                                     |           |            |      |      |
| #                                                  | タイトル                            | 作詞      | 作曲・編曲 | 編曲 | 時間 |
| 1.                                                 | 「夏祭り」                          | 前田亘輝  | 春畑道哉   |      | 4:19 |
| 2.                                                 | 「涙を虹に」                        | 前田亘輝  | 春畑道哉   |      | 4:29 |
| 3.                                                 | 「夏祭り (インストゥルメンタル)」   | 前田亘輝  | 春畑道哉   |      | 4:21 |
| 4.                                                 | 「涙を虹に (インストゥルメンタル)」 | 前田亘輝  | 春畑道哉   |      | 4:25 |
| 合計時間:                                          | 合計時間:                           | 合計時間: | 17:34      |      |      |

## 収録アルバム
- 夏景色 (#1,2)
- MIX TUBE-Remixed by Piston Nishizawa- (#1、ミックスバージョン)
- Best of TUBEst 〜All Time Best〜 (#2)
- 35年で35曲 “汗と涙” ～涙は心の汗だから～（#2、リミックス）
- All Singles TUBEst -White- (#1,2)

## タイアップ
涙を虹に
- 競艇CMソング